# Васил Главинов
Васил Костов Главинов (Велес, 1869 — Софија, 24. јануар 1929) је био македонски и бугарски социјалиста, учесник социјалистичког и комунистичког покрета и поборник балканске федерације.

## Биографија
Рођен је 1869. године у Велесу, Османско царство. Основно образовање завршио је код Јован Хаџиконстантинова Џинота, а након тога је изучио столарски занат. На рад у Бугарску отишао је 1887. године.
Социјалистичке идеје усвојио је као члан софијског радничког друштва „Братство“, формираног 1893. године. Ширио је социјалистичке идеје међу припадницима македонске емиграције у Бугарској. Године 1893. основао је Македонску социјалистичку групу, неформалну групу чији су чланови били социјалисти Никола Карев, Веле Марков, Димо Хаџидимов и остали. У Велес се вратио 1894. године и основао „Читаоницу“, прво просветно-радничко друштво на подручју Македоније.
Македонска социјалистичка група је под вођством Главинова 1895. године покренула своје прво гласило названо „Револуција“, а од 1898. и „Политичку слободу“.
Полазећи до става да без националне нема ни економске слободе, социјалисти су се залагали за слободну Македонију. Због тога су сарађивали са члановима ТМОРО-а. Након Прве социјалистичке конференције, одржане у Крушеву 3. јула 1900. године, већина чланова групе прикључила се редовима ТМОРО-а и активно учествовала у Илинданском устанку 1903. године. Главинов се оштро супротставио њиховом прелазу.
Након Младотурске револуције 1908. године, створени су услови за легално деловање разиличитих политичких групација у Османском царству. Главинов је у овом периоду посебно био активан. Почетком 1909. године, постао је главни и одговорни уредник новооснованог гласила „Радничка искра“.
Јануара 1910. године, у Београду је била одржана Прва балканска социјалдемократска конференција на којој су као представници социјалдемократских организација из Македоније учествовали Васил Главинов, Стојан Дивлев, Душан Цекић и Михаил Цоков. У Солуну је крајем исте године одржана конференција с циљем оснивања Османске социјалдемократске партије, али су сви напори пропали.

### Рад у Бугарској
Након избијања Балканских ратова, Главинов се вратио у Бугарску, где је проживео остатак живота. Снажно се противио Балканскима и Првом светском рату. Поздравио је Октобарску револуцију у Русији 1917. године. У Бугарској се укључио у рад уских социјалиста, који су 1919. основали Комунистичку партију Бугарске. Учествовао је 1920. године у формирању Централне емигрантске комисије при Централном комитету Комунистичке партије Бугарске, а затим и у формирању Емигрантског комунистичког савеза.
Након напада бугарских комуниста на цркву Свете Недеље у Софији 16. априла 1925. године, био је накратко ухапшен, али се након тога повукао из политике. Умро је у Софији 1929. године.
Његова родна кућа у Велесу је данас уређена у спомен-музеј.